# Stenolophus skrimshiranus
Stenolophus skrimshiranus es una especie de escarabajo de tierra del género Stenolophus, tribu Harpalini, subfamilia Harpalinae. Fue descrita científicamente por Stephens en 1828.
La especie se mantiene activa durante todos los meses del año.

## Distribución
Se distribuye por Reino Unido, Francia, Países Bajos, Alemania, España, Suecia, Ucrania, Austria, Suiza, Dinamarca, Grecia, Bulgaria, Bélgica, Hungría, Rusia, Polonia, Italia, Luxemburgo, Montenegro y Turquía.